# Great Sound
Great Sound är en vik i Bermuda (Storbritannien).